# إلسا كولين
إلسا كولين (بالسويدية: Elsa Collin)‏ (3 أكتوبر 1887 في السويد - 29 يونيو 1941، ستوكهولم في السويد)؛ كاتِبة، ممثلة وشاعرة سويدية.